# Bastian Reinhardt
Bastian Reinhardt né à Ludwigslust en Allemagne le 19 novembre 1975  est un ancien défenseur qui jouait à Hambourg SV de 2003 à 2010. Il a joué précédemment à l'Arminia Bielefeld de 2000 à 2003.
Il est depuis mai 2010 le nouveau directeur sportif du Hambourg SV.

## Parcours en club
- 1992-1994 : 1. FC Magdebourg -  Allemagne
- 1994-1997 : VfL Hamburg 93 -  Allemagne
- 1997-2000 : Hanovre 96 -  Allemagne
- 2000-2003 : Arminia Bielefeld -  Allemagne
- 2003-2010 : Hambourg SV -  Allemagne